# Waldfriedhof Oberrad

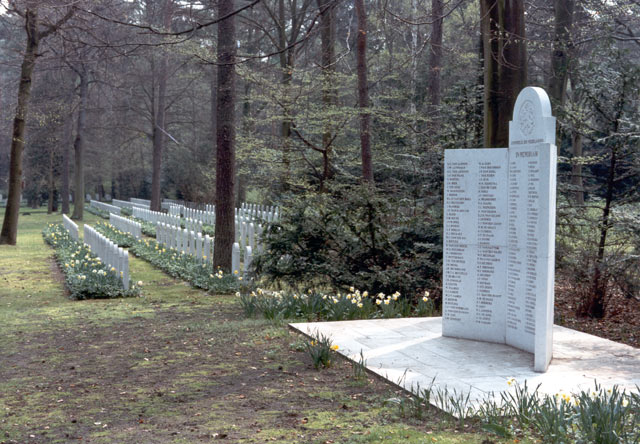
Nederlands ereveld

Waldfriedhof Oberrad is een van de zes begraafplaatsen in Frankfurt-Oberrad.
De begraafplaats werd op 12 december 1914 in gebruik genomen en ligt op een glooiend terrein van 20,5 ha. Er zijn ongeveer 7.000 graven.
Op de begraafplaats bevindt zich een Nederlands ereveld voor slachtoffers van de Tweede Wereldoorlog.
Er zijn ook veel Duitse oorlogsgraven uit de Eerste- en Tweede Wereldoorlog.